# Sarcophaga rosellei
Sarcophaga rosellei är en tvåvingeart som beskrevs av Bottcher 1912. Sarcophaga rosellei ingår i släktet Sarcophaga och familjen köttflugor.
Artens utbredningsområde är Österrike. Arten är reproducerande i Sverige. Inga underarter finns listade i Catalogue of Life.